# 메가라 학파
메가라 학파(영어: Megarian school)는 소크라테스의 제자였던 메가라의 에우클레이데스를 시조로 하는 철학의 학파. 에우크레이데스는, 존재는 선만이 존재한다고 주장했다. 논쟁과 논증법이 뛰어난 것으로부터 '논쟁자 (Eristic)'라고 이름이 붙여졌다.

## 개요
BC 4세기 초부터 활동했으며, 소크라테스의 주지주의적 사유 체계 - 정확히는, 소크라테스가 가졌던 '감각'에 대한 부정적 시각 - 를 물려받았으나, 그가 주장한 육체-영혼 이원론은 철저히 비판했다. 엘레아 학파의 신 중심 일원론을 물질의 존재와 연계시켜서 논리적으로 체계화했으며, 유물론적인 동시에 범신론적인 견해를 생성하였다. 이들은 '악(惡)'을 파생시키는 감각은 사실 존재하지 않는 것이나, 무지한 대다수의 대중들은 이것이 실재한다고 착각한다고 봤다. 따라서, 사실상 악함은 실체가 없으며, 오직 유일하게 존재하는 최고 진리로서의 '선함(善)'만이 있다. 이들은 일원론과 선함의 절대성을 연결시켰다. 때문에, 스토아학파의 도덕론에 큰 영향을 줬으며, 메가라-스토아학파를 형성하기도 했다.

## 인물
이 학파엔 다음과 같은 철학자들이 있었다.
- 에우브리데스 (Eubulides)
- 아레크시노스 (Alexinos)
- 디오드로스 크로노스 (Diodorus Cronus)
- 필론 (Philo the Dialectician)
- 필톤 (Philton)
- 스티르폰 (Stilpo)

## 같이 보기
- 에레트리아 학파

## 참고 문헌
- Doring, Klaus: Die Megariker. Kommentierte Sammlung der Testimonien.  Gruner Amsterdam 1971 (Studien zur antiken Philosophie 2), ISBN 90-6032-003-4